# Guinea Ecuatorial en los Juegos Olímpicos de Río de Janeiro 2016
Guinea Ecuatorial participó en los Juegos Olímpicos de Río de Janeiro 2016 con un total de dos deportistas, un hombre y una mujer, que compitieron en pruebas de atletismo. Reïna-Flor Okori, tres veces olímpica con Francia, fue la abanderada ecuatoguineana en la ceremonia de apertura.
Tal como sucedió en Londres 2012, el Comité Olímpico de Guinea Ecuatorial envió a Río de Janeiro una cantidad de deportistas (dos) inferior a la de aquellos de origen ecuatoguineano que participaron de la cita olímpica para otras naciones (tres).

## Participantes

### Atletismo
| Atleta           | Evento                             | Eliminatoria | Eliminatoria | Semifinal | Semifinal | Final     | Final     |
| Atleta           | Evento                             | Resultado    | Posición     | Resultado | Posición  | Resultado | Posición  |
| ---------------- | ---------------------------------- | ------------ | ------------ | --------- | --------- | --------- | --------- |
| Benjamín Enzema  | 800 metros masculinos              | 1:52.14      | 8            | No avanzó | No avanzó | No avanzó | No avanzó |
| Reïna-Flor Okori | 100 metros con obstáculos femenino | DNS          | DNS          | No avanzó | No avanzó | No avanzó | No avanzó |